# Désert de Moçâmedes

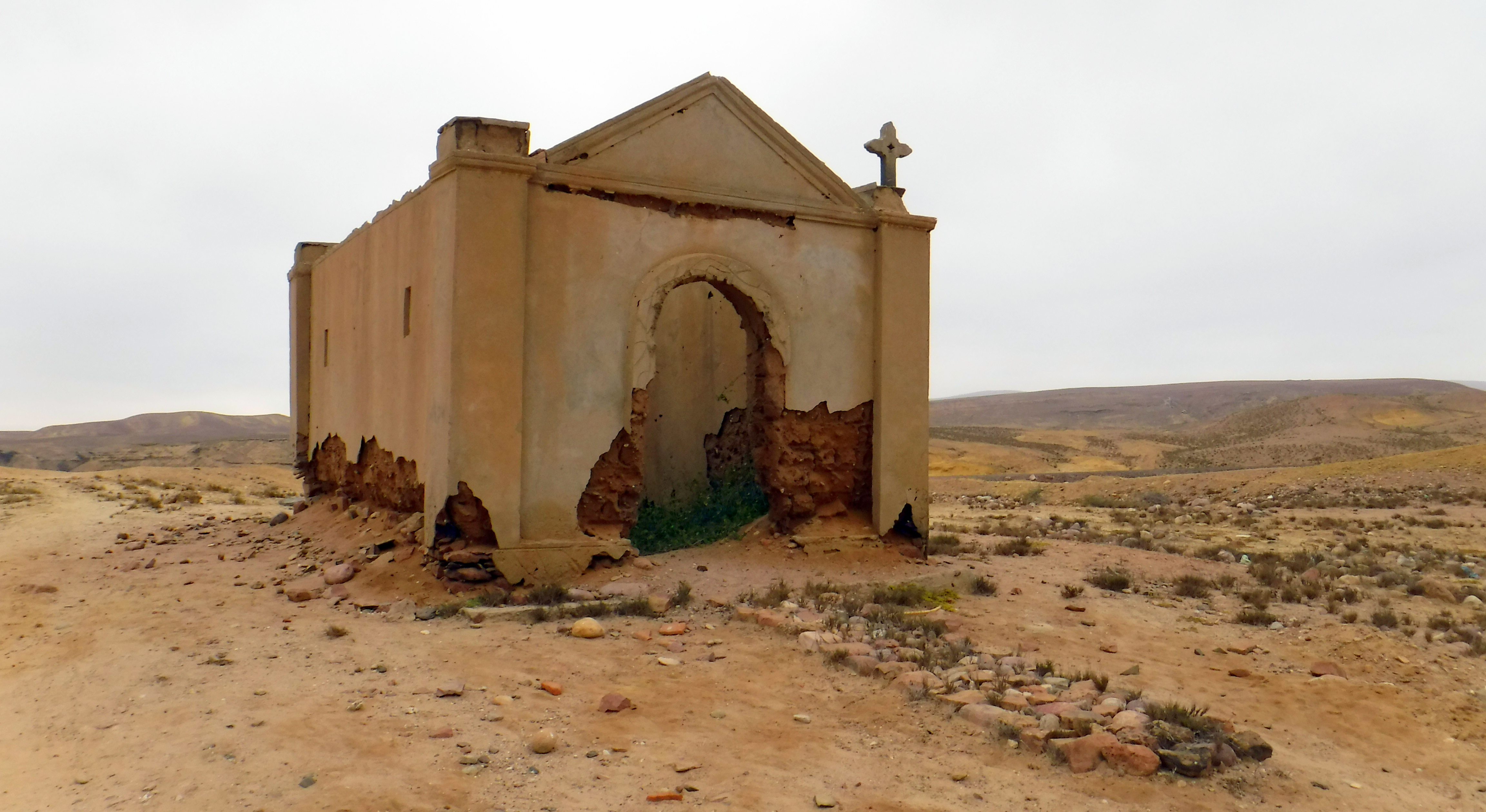
Chapelle du village côtier de Bentiaba, construite en 1894.

Le désert de Moçâmedes est un désert situé à l’extrémité sud-ouest de l'Angola, près de la frontière avec la Namibie. Le désert forme la pointe nord du désert du Namib. Partant de l' océan Atlantique à l'ouest, le désert s'élève progressivement jusqu'à une plaine semi-aride où poussent des mopanes. Peu de gens vivent dans le désert ; les communautés se trouvent principalement dans de petits villages de pêcheurs sur la côte. Le tumboa (Welwitschia mirabilis), une plante du désert unique au tronc court, large et à deux feuilles gigantesques qui peuvent survivre pendant un siècle, est endémique de ce désert. Il y a peu d’eau présente à la surface du désert.